# William Berke
William Berke (3 de octubre de 1903 – 15 de febrero de 1958) fue un director, productor, guionista y actor cinematográfico de nacionalidad estadounidense.

## Biografía
Su nombre completo era William A. Berke, y nació en Milwaukee, Wisconsin. Con el pseudónimo de William Lester, debutó en el cine como actor y participó en diecisiete filmes mudos, los cinco primeros estrenados en 1918, y el último en 1924. Casi todos eran westerns, (con excepción del drama Gentle Julia, de Rowland V. Lee en 1923), género cinematográfico al cual volvió a menudo a lo largo de su carrera.
Su primera cinta como guionista fue Barb-Wire, de Francis J. Grandon, estrenada en 1922, y en la cual también actuó, acompañando a Jack Hoxie. A continuación participó en el guion de otras 79 producciones (unas veces como autor de la historia original y otras como adaptador), las dos últimas rodadas en 1950.
Como productor (a menudo asociado), contribuyó a casi ochenta cintas, rodadas entre 1933 y 1958. Muchas de ellas (westerns) fueron dirigidas por George Sherman, entre ellas Pals of the Saddle (1938) y New Frontier (1939), ambas protagonizadas por John Wayne y Ray Corrigan. Fue también destacado el film bélico The Steel Helmet (1951, con Gene Evans y Robert Hutton), que produjeron él y su director, Samuel Fuller.
También como productor, tomó parte en tres series televisivas en los años 1950, destacando The Goldbergs, para la cual trabajó en once episodios entre 1953 y 1956.
Finalmente, William Berke dirigió 96 cintas, las tres primeras cortos western estrenados en 1934 y 1935. De su filmografía como director destacan Dick Tracy (1945, con Morgan Conway y Anne Jeffreys), Rolling Home (1946, con Jean Parker y Russell Hayden) y I Shot Billy the Kid (1950, con Don "Red" Barry y Robert Lowery), los dos últimos también como productor. Destacan siete películas de aventuras con Johnny Weissmuller en el papel de Jungle Jim, entre ellas Fury of the Congo (1951). 
William Berke falleció súbitamente en 1958 en Los Ángeles, California, por un infarto agudo de miocardio sufrido en el plató de The Lost Missile, film que producía y dirigía. El rodaje fue finalizado por su hijo, Lester W. Berke (1934-2004) y estrenado el 1 de diciembre de 1958.

## Selección de su filmografía

### Actor
- 1921: The Double O, de Roy Clements.
- 1922: The Marshal of Moneymint, de Roy Clements.
- 1922: Back Fire, de Alan James.
- 1923: Gentle Julia, de Rowland V. Lee
- 1923: The Forbidden Trail, de Robert N. Bradbury
- 1923: Wolves of the Border, de Alan James.
- 1924: The Back Trail, de George Marshall y Clifford Smith.

### Productor
- 1933: The Woman Who Dared, de Millard Webb.
- 1935: The Pecos Kid, de Harry L. Fraser
- 1936: A Man Betrayed, de John H. Auer
- 1936: Ghost Town, de Harry L. Fraser
- 1937: Swing It, Professor, de Marshall Neilan.
- 1937: Rough Riding Rhythm, de J. P. McGowan
- 1937: Bill Cracks Down, de William Nigh.
- 1937: Young Dynamite, de Leslie Goodwins.
- 1938: Pals of the Saddle, de George Sherman.
- 1938: Call the Mesquiteers, de John English.
- 1938: Outlaws of Sonora, de George Sherman.
- 1939: Wyoming Outlaw, de George Sherman.
- 1939: New Frontier, de George Sherman.
- 1940: Carolina Moon, de Frank McDonald.
- 1941: Riders of the Badlands, de Howard Bretherton.
- 1941: Thunder Over the Prairie, de Lambert Hillyer.
- 1941: Confessions of Boston Blackie, de Edward Dmytryk.
- 1942: West of Tombstone, de Howard Bretherton.
- 1946: The Falcon's Alibi, de Ray McCarey.
- 1951: The Steel Helmet, de Samuel Fuller.

### Director
Cine
- 1942: Lawless Plainsmen
- 1942: Bad Men of the Hills
- 1942: The Lone Prairie
- 1943: The Fighting Buckaroo
- 1943: Frontier Fury
- 1943: Minesweeper
- 1943: Robin Hood of the Range
- 1944: The Navy Way
- 1944: Double Exposure
- 1944: Dangerous Passage
- 1945: Betrayal from the East
- 1945: High Powered
- 1945: Dick Tracy
- 1946: The Falcon's Adventure
- 1947: Code of the West
- 1948: Jungle Jim
- 1948: Waterfront at Midnight
- 1949: The Lost Tribe
- 1949: Arson, Inc.
- 1950: Mark of the Gorilla
- 1950: Captive Girl
- 1950: On the Isle of Samoa
- 1950: Pygma Island
- 1951: Fury of the Congo
- 1953: The Marshal's Daughter
- 1953: Valley of Head Hunters
- 1958: Cop Hater

Series televisivas
- 1952-1953: The Range Rider
  - Temporada 3, 10 episodios
- 1953: Man Against Crime
  - Temporadas 4 y 5, 9 episodios
- 1954: Annie Oakley
  - episodios Annie and the Brass Colar yThe Cinder Trail
- 1956: Judge Roy Bean
  - episodio The Judge of Pecos Valley

### Guionista
- 1923: Gallopin' Through, de Robert N. Bradbury
- 1924: Flashing Spurs, de B. Reeves Eason.
- 1925: Barriers of the Law, de J. P. McGowan
- 1925: Border Justice, de B. Reeves Eason.
- 1926: Queen of the Hills, de John B. O'Brien
- 1926: The Flaming West, de Ernst Laemmle.
- 1926: The Fire Barrier, de William Wyler.
- 1926: The Shoot 'Em Up Kid, de Hoot Gibson.
- 1927: Double Trouble, de Lewis D. Collins
- 1927: Rough and Ready, de Albert S. Rogell
- 1927: The Plumed Rider, de Ray Taylor.
- 1927: A One Man Game, de Ernst Laemmle.
- 1927: Kelly Gets His Man, de William Wyler.
- 1928: Greased Lightning, de Ray Taylor.
- 1928: The Price of Fear, de Leigh Jason.
- 1929: A Rider of the Sierras, de Ray Taylor.

### Varias funciones
(A = Actor ; P = Productor ; D = Director ; G = Guionista)
Cine
- 1922: Barb-Wire, de Frank Grandon (A-G)
- 1922: The Crow's Nest, de Paul Hurst (A-G)
- 1923: Wolf Tracks, de Robert N. Bradbury (A-G)
- 1934: Crack-Up  (P-D)
- 1935: Toll of the Desert (P-D)
- 1936: Gun Grit (P-D)
- 1936: Desert Justice (P-D)
- 1946: Rolling Home (P-D-G)
- 1946: Renegade Girl (P-D)
- 1947: Shoot to Kill (P-D)
- 1949: Deputy Marshal (D-G)
- 1950: Gunfire (P-D-G)
- 1950: The Bandit Queen (P-D)
- 1950: I Shot Billy the Kid (P-D)
- 1950: Border Rangers (P-D-G)
- 1950: Train to Tombstone (P-D)
- 1951: Danger Zone (P-D)
- 1951: Roaring City (P-D)
- 1951: FBI Girl (P-D)
- 1951: Pier 23 (P-D)
- 1951: Savage Drums (P-D)
- 1952: The Jungle (P-D)
- 1957: Four Boys and a Gun (P-D)
- 1957: Street of Sinners (P-D)
- 1958: Island Women (P-D)
- 1958: The Mugger (P-D)
- 1958: The Lost Missile (P-D, rodaje acabado por Lester W. Berke)

Series televisivas
- 1954-1955: The Joe Palooka Story
  - 5 episodios (P de 2 episodios-D)
- 1953-1956: The Goldbergs
  - 11 episodios (P-D de uno de ellos)